# Amiserica loi
Amiserica loi är en skalbaggsart som beskrevs av Kobayashi 1991. Amiserica loi ingår i släktet Amiserica och familjen Melolonthidae. Inga underarter finns listade i Catalogue of Life.